# Кузхайя (монастырь)

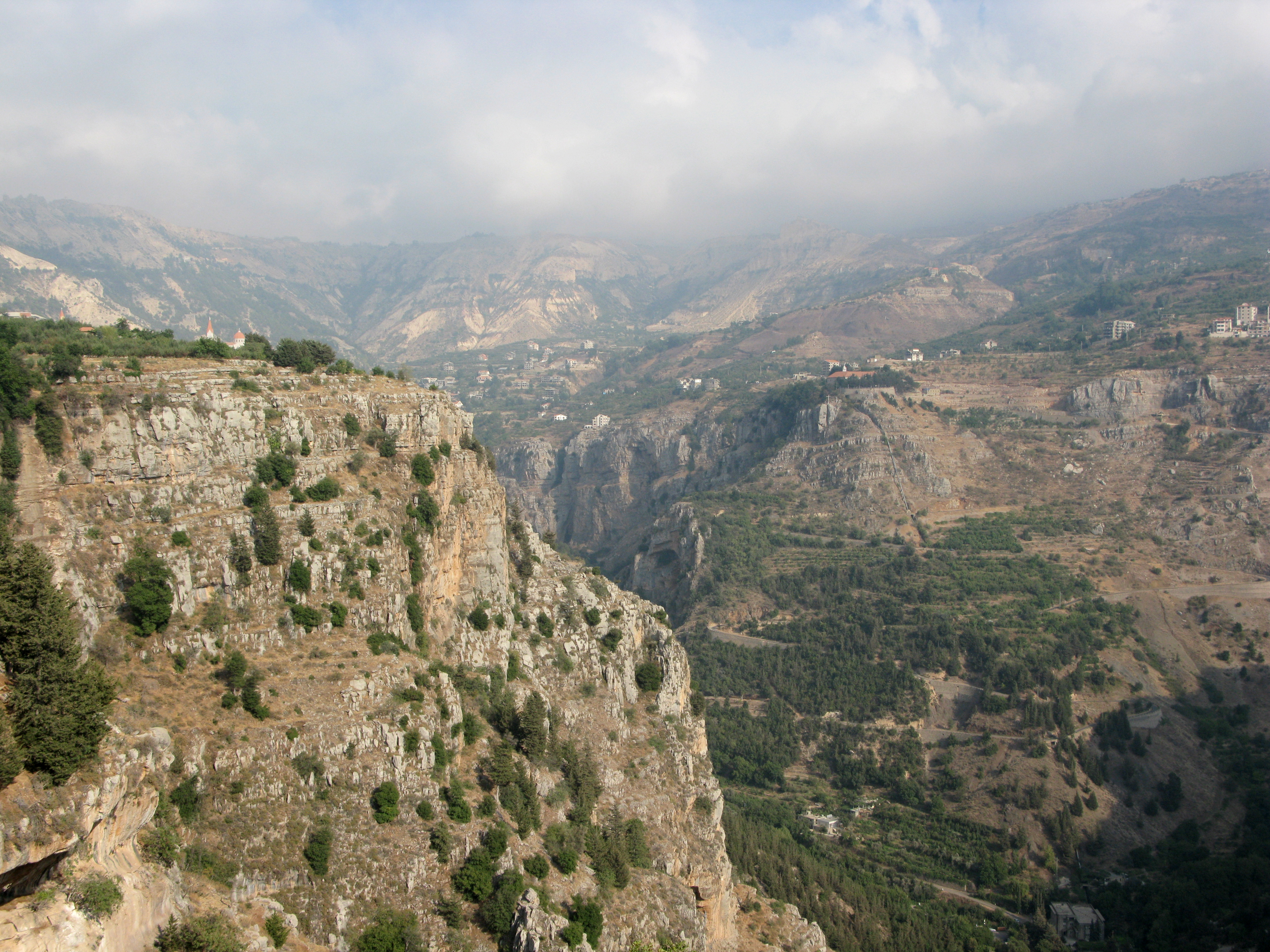
Общий вид долины Вади-Кадеш

Кузхайя или Монастырь святого Антония Великого (араб. دير مار أنطونيوس قزحي‎, Dair Mār Antūniyūs Quzhayā) — маронитский монастырь, находящийся в Ливане в районе Згарта провинции Северный Ливан. Монастырь является важным паломническим центром Маронитской католической церкви. Монастырь находится в ведении маронитского монашеского ордена баладитов. Название монастыря происходит от одноимённой небольшой долины Кузхайя, в которой он находится. Долина Кузхайя входит в состав долины Вади-Кадиша (Священная долина), которая вместе с кедровым лесом Хорш-Арз-эль-Раб (Божественный кедровый лес) включены в реестр Всемирного наследия ЮНЕСКО. В долине Кузхайя также находится монастырь святых Сергия и Вакха маронитского ордена антониан-маронитов.

## Этимология
Этимология имени Кузхайя варьируется в зависимости от мнения учёных. Тем не менее, в последние годы сирийское происхождение было наиболее распространено, и примерно переводится как сокровище жизни.

## История
Первое упоминание о монастыре относится к XII веку. Своё начало монастырь начал с нескольких монашеских скитов, которые были основаны на этом месте в начале IV века. До настоящего времени сохранились несколько руин скитов, датируемых VII веком. В 1154 году один из монахов монастыря стал маронитским патриархом с именем Бутрос II (1154—1173). С этого времени монастырь долгое время был резиденцией маронитских патриархов. При монастыре действовало несколько скитов, которые привлекали отшельников. Некоторые отшельники были избраны маронитскими патриархами Мусса аль-Акари (1524—1567), Михаил ар-Рези (1567—1581), Саркис ар-Рези (1581—1596) и Юсуф ар-Рези (1596—1608)
В 1584 году в монастыре был установлен первый на Ближнем Востоке печатный станок, который сохранился до нашего времени и демонстрируется в монастырском музее. На этом станке в 1585 году был напечатан первый Псалтирь на арабском языке. В 1610 году в монастыре была основана типография.
С 1708 года монастырь стал принадлежать маронитскому монашескому ордену баладитов (Орден ливанских маронитов OLM). С 1708 по 1723 год монастырь имел статус главного в ордене баладитов. В 1723 году монахи были вынуждены оставить монастырь из-за непомерных налогов, которыми обложили монастырь мусульманские власти. Вскоре они вернулись после того, как французский консул ходатайствовал о монастыре у местных властей. В 1726 году монахи снова покинули монастырь и поселились в монастыре в Кесруане. В 1847 году имущество монастыря было разделено между монастырями Мар-Симан аль-Амуди (монастырь святого Симеона Столпника) в Карн-Аюту, Сайдет ан-Наджат (Пресвятой Девы Марии Избавления) в Бсарме, Мар-Юсуф (святого Иосифа) в Бане и Мар-Антониос в Шекке.
В начале второй половины XIX века монахи возвратились в монастырь и с этого времени он стал стремительно развиваться. В 1877 году численность насельников монастыря достигла 300 человек. С этого времени монастырь владеет обширной земельной собственностью и в настоящее время является одним из самых больших и богатых монастырей баладитов, материально поддерживая меньшие монастыри. В это время монастырь приобрёл пахотные земли, которые ранее были собственностью шейха Иссы Хамадейха.
Во время Первой мировой войны монастырь принял большое количество беженцев. В 1926 году в монастыре начался ремонт, во время которого были снесены ветхие здания, за исключением церкви и здания современного монастырского музея.
При монастыре находятся церковь, грот святого Антония, музей и библиотека. 10 ноября 1994 года во время празднования трёхсотлетнего юбилея ордена баладитов в монастыре был открыт музей. В экспозиции музея представлен первый на Ближнем Востоке печатный станок, гончарные изделия, литургические предметы, рукописные и печатные книги. В музее также находится посох, который монахи подарили французскому королю Людовику IX. В библиотеке хранятся средневековые сирийские рукописи, и научный архив.
В декабре 1998 года монастырь Кузхайя, долина Вади-Кадиша и произрастающие в ней ливанские кедры были внесены в реестр Всемирного наследия ЮНЕСКО.
В настоящее время монастырь является важным паломническим центром Маронитской католической церкви, предоставляя помещения для проживания паломников. Отшельники, проживающие в монастырских скитах святого Павла Вифейского и Пресвятой Девы Марии, принимают паломников, желающих получить духовные советы.